# Miopsalis globosa
Espèce
Synonymes
- Stylocellus globosus Schwendinger & Giribet, 2004

Miopsalis globosa est une espèce d'opilions cyphophthalmes de la famille des Stylocellidae.

## Distribution
Cette espèce est endémique du Perak en Malaisie. Elle se rencontre sur le Gunung Lanno dans des grottes.

## Description
Le mâle holotype mesure 4,88 mm et la femelle paratype 5,10 mm, les mâles mesurent de 4,81 à 4,88 mm et les femelles de 5,06 à 5,12 mm.

## Systématique et taxinomie
Cette espèce a été décrite sous le protonyme Stylocellus globosus par Schwendinger et Giribet en 2004. Elle est placée dans le genre Miopsalis par Clouse et Giribet en 2012.

## Publication originale
- Schwendinger, Giribet & Steiner, 2004 : « A remarkable new cave-dwelling Stylocellus (Opiliones, Cyphophthalmi) from peninsular Malaysia, with a discussion on taxonomic characters in the family Stylocellidae. » Journal of Natural History, vol. 38, no 11, p. 1421-1435.